# Turneria
Turneria é um gênero de insetos, pertencente à família Formicidae.

## Espécies
- Turneria arbusta
- Turneria bicolor
- Turneria bidentata
- Turneria capensis
- Turneria collina
- Turneria dahlii
- Turneria depressa
- Turneria frenchi
- Turneria pacifica
- Turneria postomma